# ATP Challenger Alessandria
Das ATP Challenger Alessandria war ein Tennisturnier, das von 2008 bis 2011 jährlich in Alessandria auf dem Centro Sportivo Comunale I. Barberis stattfand. Es gehörte zur ATP Challenger Tour und wurde im Freien auf Sand gespielt.

## Liste der Sieger

### Einzel
| Jahr | Sieger              | Finalgegner           | Ergebnis        |
| ---- | ------------------- | --------------------- | --------------- |
| 2011 | Pablo Carreño Busta | Roberto Bautista Agut | 3:6, 6:3, 7:5   |
| 2010 | Björn Phau          | Carlos Berlocq        | 7:66, 2:6, 6:2  |
| 2009 | Blaž Kavčič         | Jesse Levine          | 7:5, 6:3        |
| 2008 | Paolo Lorenzi       | Simone Vagnozzi       | 4:6, 7:65, 7:64 |

### Doppel
| Jahr | Sieger                                             | Finalgegner                            | Ergebnis          |
| ---- | -------------------------------------------------- | -------------------------------------- | ----------------- |
| 2011 | Martin Fischer Philipp Oswald                      | Jeff Coetzee Andreas Siljeström        | 6:75, 7:5, [10:6] |
| 2010 | Ivan Dodig Lovro Zovko                             | Marco Crugnola Daniel Muñoz de la Nava | 6:4, 6:4          |
| 2009 | Rubén Ramírez Hidalgo José Antonio Sánchez de Luna | Martín Alund Guillermo Hormazábal      | 6:4, 6:2          |
| 2008 | Flavio Cipolla Simone Vagnozzi                     | Matwé Middelkoop Melle van Gemerden    | 3:6, 6:1, [10:4]  |